# Натори, Ацуси
Ацуси Натори (яп. 名取 篤, род. 12 ноября 1961, Сайтама) — японский футболист.

## Клубная карьера
На протяжении своей футбольной карьеры выступал за клуб «Урава Ред Даймондс».

## Карьера в сборной
С 1988 по 1989 год сыграл за национальную сборную Японии шесть матчей.

### Статистика за сборную
| Сборная Японии | Сборная Японии | Сборная Японии |
| Год            | Матчи          | Голы           |
| -------------- | -------------- | -------------- |
| 1988           | 1              | 0              |
| 1989           | 5              | 0              |
| Итого          | 6              | 0              |

## Достижения
- Чемпион соккер-лиги: 1982
- Обладатель Кубка Императора: 1980